# Moore v. Harper
Moore v. Harper ist eine wegweisende Entscheidung des Obersten Gerichtshofes der Vereinigten Staaten von Amerika, die sich mit der Independent State Legislature Theory (ISL) beschäftigt, einer Theorie, nach der Wahlgesetze ausschließlich von dem Parlament eines Bundesstaates beeinflusst werden könnten und nicht von den Gerichten. Der Fall entstand, nachdem die Kongresswahlbezirke des Bundesstaates North Carolina von dem Parlament des Bundesstaates, welches von den Republikanern kontrolliert wurde, neu gezeichnet wurden. Die neuen Kongresswahlbezirke wurden von den Gerichten des Staates als ein extremer Fall von politisch motiviertem Gerrymandering eingestuft, weil sie die Republikanische Partei stark bevorteilten. Die Kongressbezirke waren in Folge des Zensus 2020 neu eingeteilt worden.
Am 27. Juni 2023 entschied der Oberster Gerichtshof, dass die sogenannte Elections Clause (Wahlklausel) der Verfassung der USA den Parlamenten der Bundesstaaten nicht die alleinige Macht über Wahlen und deren Abläufe verleiht. Mit dieser Entscheidung wies das Gericht die Independent State Legislature Theory zurück und gab den Klägern des Ausgangsverfahren Recht. Die Entscheidung fiel mit sechs zu drei Richterstimmen.

## Hintergrund
Die Kongressbezirke sowie die Bezirke zu dem Parlament des Bundesstaats, dem North Carolina General Assembly unterlagen sowohl in den 2010er Jahren als auch in den 2020er Jahren zahlreichen Rechtsstreiten in Bundes und Bundesstaats Gerichten. 2019 entschied der Oberste Gerichtshof im Fall Rucho v. Common Cause, der ebenfalls aus den Kongressbezirken North Carolinas entstand, dass politisch motiviertes Gerrymandering nicht unter der Gerichtsbarkeit von Bundesgerichten lag.
Bundesstaaten können weiterhin Kongressbezirke von Bundesstaaten nach durch Rasse bzw. Ethnie motiviertes Gerrymandering unter sowohl dem 15. Zusatzartikel zur Verfassung der Vereinigten Staaten und dem Voting Rights Act of 1965 bewerten. Im Jahr 2017 änderte das General Assembly das Landesgesetz, sodass der Sprecher des Repräsentantenhauses von North Carolina und der Präsident pro tempre des Senates von North Carolina, die jeweiligen Vorsitzenden der beiden Parlamentskammern des Bundesstaates, in einem Rechtsstreit bezüglich der Verfassungsmäßigkeit von Gesetzen im Bundesstaat. Nach dem 2020er Zensus bekam der Staat einen weiteren Sitz im Repräsentantenhaus der Vereinigten Staaten aufgrund der Bevölkerungszunahme. Der Zensus zeigte außerdem, dass ca. 60 % Bürger des Bundesstaates weiß sind und dass die beiden größten Minderheitsgruppen Lateinamerikaner und Afroamerikaner sind. Das von den Republikanern kontrollierte General Assembly begann mit dem Entwurf von neuen Kongressbezirken. Die Republikaner behaupteten, dass diese neuen Bezirke im Einklang mit einer Entscheidung des North Carolina Supreme Court, dem Obersten Gerichtshof des Bundesstaates, aus dem Jahr 2019 waren, welche voraussetze, dass die Bezirke mit dem Voting Rights Act of 1965 im Einklang stehen und kein Gerrymandering beinhalten, das von der Ethnie der Wählerschaft motiviert ist. Der Fraktionsführer der Demokraten im Senat von North Carolina, Dan Blue, sagte, dass die Kongressbezirke die Republikaner stark bevorzugten. Mehrere Klagen wurden im November 2021 gegen die Führung des General Assemblys eingereicht auf der Basis, dass die neuen Kongressbezirke sowohl nach politischer Partei, als auch nach Ethnie von Gerrymandering beeinflusst sind.
Wake County Superior Court bestätigte die neuen Bezirke im Januar 2022. Bezüglich des politischen Gerrymandering fand das Gericht den Justiz Präzedenzfall Rucho v. Common Cause. Das Gericht sagte außerdem, dass die Kläger nicht genug Beweise präsentiert hätten, welche bestätigen, dass es sich bei dem Gerrymandering um ethnisch motiviertes Gerrymandering hält. Die Kläger gingen in Berufung und ihnen wurde vor dem Obersten Gerichtshof des Bundesstaates in einer 4-3 Entscheidung Recht gegeben. Damit wurde die Entscheidung des anderen Gerichts invalidiert. Nach einem weitern Versuch die Bezirke neu anzuordnen, welcher ebenfalls von der Judikative abgelehnt, wurde schließlich ein Ausschuss von unabhängigen Experten geschaffen. Die Kongressbezirke des Ausschusses wurden anschließend am 24. Februar 2022 von den Gerichten akzeptiert.
Am 25. Februar 2022 versuchte das General Assembly eine einstweilige Verfügung des Obersten Gerichtshofes zu erlangen. Am 7. März 2022 wurde die Anfrage abgelehnt, obwohl die drei Richter Samuel Alito, Neil Gorsuch und Clarence Thomas dafür waren. Die restlichen Richter argumentierten mit dem Purcell Prinzip, ein Präzedenzfall, nach welchem Gerichte nicht kurz vor Wahlen in wahlbezogenen Rechtsstreiten eingreifen sollten, falls dies vermeidbar ist. In diesem Fall die Wahlen in den Vereinigten Staaten 2022, auf welche diese Kongressbezirke großen Einfluss gehabt hätten, da sie die Republikaner so stark bevorzugten. Dies hatte zur Folge, dass die neuen, von einem unabhängigen Ausschuss entworfenen Kongressbezirkes in den Wahlen genutzt wurden.
Durch den gesamten Rechtsstreit war das Hauptargument des General Assembly die independent state legislature theory. Diese Theorie basiert auf dem Elections Clause im 1. Artikel der Verfassung der Vereinigten Staaten von Amerika. Obwohl der Oberste Gerichtshof die Theorie bereits mehrmals abgelehnt hatte, so auch in der Entscheidung im Fall Smiley v. Holm (1932), wurde diese nach der Entscheidung im Fall Bush v. Gore (2000), welche die Präsidentschaftswahl in den Vereinigten Staaten 2000 für den Republikaner Geroge W. Bush entschied, unter konservativen und Republikanern immer populärer. Befürworter der Theorie zitieren auch den Gerichtsfall Bush v. Palm Beach County Canvassing Board (2000), um ihre Argumente zu stützen.

## Oberster Gerichtshof
Der Sprecher des Repräsentantenhauses von North Carolina, der Präsident pro tempore des Senates von North Carolina und weitere Mitglieder des North Carolina General Assembly stellten im Anschluss einen Antrag für Certiorari. Der Oberste Gerichtshof war damit einverstanden den Fall zu hören und gab dies am 30. Juni 2022 bekannt.
Argumente wurden dem Gericht am 7. Dezember 2022 präsentiert. Beobachter sagten, dass es so erschien das die drei von demokratischen Präsidenten ernannten Richterinnen Sonia Sotomayor, Elena Kagan und Ketanji Brown Jackson, sowie die drei von republikanischen Präsidenten Richter John Roberts, Brett Kavanaugh und Amy Coney Barret die ISL-Theorie ablehnten. Die drei übrigen, ebenfalls von republikanischen Präsidenten ernannten Richter Samuel Alito, Clarence Thomas und Neil Gorsuch schienen die ISL anzunehmen.
Am 27. Juni 2023 veröffentlichte das Gericht seine Entscheidung. In einer 6-3 Entscheidung entschied das Gericht, dass der Elections Clause der Verfassung den Parlamenten der Bundesstaaten nicht die vollständig Autorität über Wahlen gab. Die Mehrheitsmeinung wurde von Chief Justice (vorsitzender Richter) John Roberts verfasst. Ihm stimmten die Richter Elena Kagan, Sonia Sotomayor, Brett Kavanaugh, Amy Coney Barret und Ketanji Brown Jackson zu. Der Richter Clarence Thomas schrieb einen Dissens, welchem die Richter Neil Gorsuch und Samuel Alito zustimmten.

## Auswirkung
Moore v. Harper wurde als einer der wichtigsten Gerichtsfälle der Vereinigten Staaten in den letzten Jahren beschrieben. Der ehemalige Bundesrichter Michael Luttig nannte den Fall den „wichtigsten Fall über die amerikanische Demokratie – und für die amerikanische Demokratie – in der Geschichte der Nation.“ Es war erwartet gewesen, dass der Fall, falls er die ISL-Theorie bestätigt hätte, einen enormen Einfluss auf zukünftige Wahlen gehabt hätte.